# شي مينغز
شي مينغزي (بالصينية: 习明泽) (25 يونيو 1992)، هي الابنة الوحيدة لرئيس جمهورية الصين الشعبية الحالي شي جين بينغ.